# Kusuma Wardhani
Kusuma Wardhani (Makassar, 20 febbraio 1964 – Makassar, 12 novembre 2023) è stata un'arciera indonesiana.

## Biografia
È morta il 12 novembre 2023 a causa di un aneurisma.

## Palmarès
- Giochi olimpici

Seoul 1988: argento nella gara a squadre.
- Giochi del Sud-est asiatico

Giacarta 1987: oro nei 70 m e nel gran totale e bronzo nel double fita 30 m, double fita 50 m e nei 60 m.